# عمل بد (فیلم ۲۰۰۲)
عمل بد (به انگلیسی: No Good Deed) فیلمی است محصول سال ۲۰۰۲ و به کارگردانی باب رافلسون است. در این فیلم بازیگرانی همچون ساموئل ال. جکسون، میلا یوویچ، استلان اسکاشگورد، دوگ هاتچیسون ، جاس آکلند، گریس زابریسکی ایفای نقش کرده‌اند.